# Cửa khẩu Ban Dan
Cửa khẩu Ban Dan là cửa khẩu tại vùng đất Ban Dan muang Et tỉnh Houaphan (Hủa Phăn), CHDCND Lào .
Cửa khẩu Ban Dan thông thương với cửa khẩu Chiềng Khương 20°54′43″B 103°58′53″Đ / 20,911846°B 103,981326°Đ tại vùng đất bản Chiềng Khương xã Chiềng Khương huyện Sông Mã tỉnh Sơn La, Việt Nam .
Cửa khẩu Ban Dan không cấp visa khi đến  dẫu rằng cửa khẩu cùng cặp Chiềng Khương là cửa khẩu quốc tế.